# Eutelia solida
Eutelia solida är en fjärilsart som beskrevs av Walker 1865. Eutelia solida ingår i släktet Eutelia och familjen nattflyn. Inga underarter finns listade i Catalogue of Life.